# (13841) Blankenship
(13841) Blankenship (1999 XO32) – planetoida z grupy pasa głównego asteroid okrążająca Słońce w ciągu 3,71 lat w średniej odległości 2,39 j.a. Odkryta 6 grudnia 1999 roku.